# Les Jetson, le film
Pour plus de détails, voir Fiche technique et Distribution.
Les Jetson, le film (Jetsons: The Movie) est un film d'animation américain réalisé par Joseph Barbera et William Hanna en 1990. Il est adapté de la série télévisée d'animation Les Jetson.

## Synopsis
L’entreprise de M. Espaciton connait de graves soucis depuis qu’elle s’est lancée dans l’exploitation de minage d’un astéroïde. En effet, elle est victime de sabotages d’une nature inconnue. Tous les responsables du projet ayant démissionné, M. Espacition se résout – non sans mal – à confier les rênes à Georges Jetson. Ce dernier apprend donc aux membres de sa famille qu’ils vont devoir déménager dans l'espace dès le lendemain pour s'installer près de l'usine ce qui leur déplait à tous. 
En effet, Julie avait rendez-vous avec son idole, Eloi devait jouer un match très important et Jeanne avait prévu des activités caritatives. Finalement, tout le monde arrive par s’habituer à sa nouvelle vie, notamment Julie qui rencontre un garçon appelé Apollo Blue. En revanche, Georges est confronté au même problème de sabotage que ses prédécesseurs. Les saboteurs opérant toujours de nuit, Georges décide de dormir dans l’usine mais évidemment il finit par s’endormir en les attendant ! C’est ainsi qu’il se fait kidnapper pendant son sommeil. 
Plus tard, c'est au tour de Éloi de disparaître.

## Fiche technique
- Titre original : Jetsons: The Movie
- Titre français : Les Jetson : Le Film
- Réalisation et production : Joseph Barbera et William Hanna
- Producteur associé : James Wang
- Scénario : Dennis Marks
- Animation : Bernard Wolf
- Musique : John Debney
- Montage : Karen Doulac, Gil Iverson, Tim Iverson et Greg Watson
- Société de production : Hanna-Barbera Productions
- Société de distribution : Universal Pictures
- Pays de production :  États-Unis
- Langue originale : anglais
- Format : Couleur 35 mm
- Genre : Film d'animation, comédie de science-fiction
- Durée : 94 min
- Dates de sortie : 
  - États-Unis : 6 juillet 1990
  - France : directement en VHS fin 1990

## Distribution

### Voix originales
- George O'Hanlon : George Jetson
- Mel Blanc : Mr. Cosmo Spacely
- Penny Singleton : Jane Jetson
- Tiffany : Judy Jetson
- Patric Zimmerman : Elroy Jetson
- Don Messick : Astro
- Jean Vander Pyl : Rosie the Robot
- Ronnie Schell : Rudy-2
- Patti Deutsch : Lucy-2
- Dana Hill : Teddy-2
- Paul Kreppel : Apollo Blue
- Russi Taylor : Fergie Furbelow
- Brad Garrett : Bertie Furbelow
- Susan Silo : Gertie Furbelow
- Rick Dees : Rocket Rick Ragnarok
- Steve McClintock : Cosmic Cosmo
- Tom Kenny : Narrateur
- Frank Welker : Squeep
- Jeff Bergman : George Jetson, Mr. Spacely (voix de remplacement, à la suite du décès de George O'Hanlon et Mel Blanc)

Photos des acteurs principaux
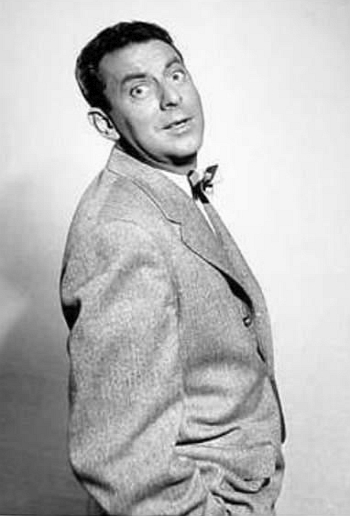
George O'Hanlon
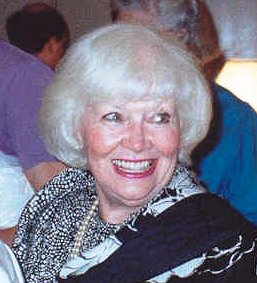
Penny Singleton
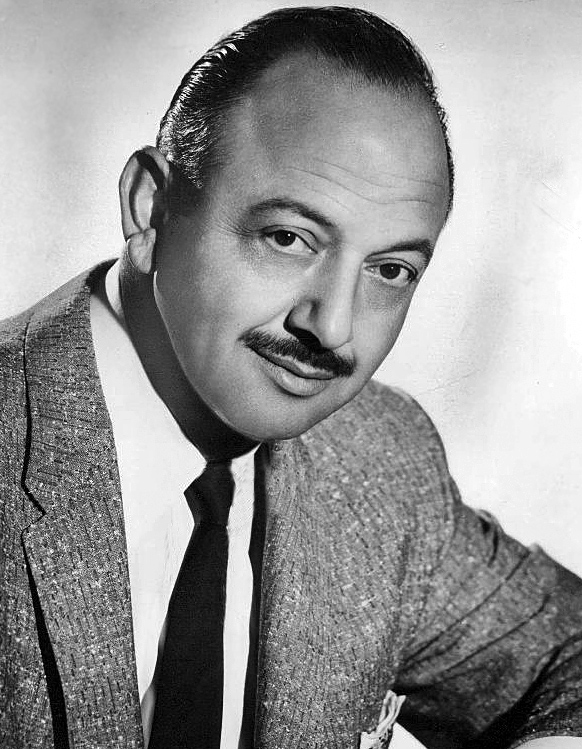
Mel Blanc

### Voix françaises
Source : version française (VF) sur Planète Jeunesse
- Michel Prud'homme : George Jetson
- Monique Thierry : Jeanne Jetson
- Marie-Christine Robert : Julie Jetson
- Michaël Vignet : Eloi Jetson
- Georges Berthomieu : Astro
- Jacqueline Staup : Rosie le robot
- Gérard Hernandez : M. Espaciton
- Pascal Légitimus : Rudy-2
- Joséphine Pitrelli : Lucy-2
- Benjamin Prud'homme : Teddy-2
- Benoît Allemane : Alfredo Falbala
- Ludivine Lubaki : Alfredette Falbala
- Jérôme Rebbot : Apollo Bleu
- Emmanuel Karsen : Rick la roquette
- René Bériard : l'entraîneur
- Jean-Louis Rugarli : voix de la soucoupe
- Rebecca Potok
- Christine Surceau
- Aurélia Dausse
- Fernand Berset
- Yvonne Clech
- Stéphane Dausse
- Véronique Mucret

## Autour du film
- À l'inverse de la série, les noms de personnages ont été francisés pour le film. De nouveaux comédiens furent aussi engagés.
- Ce fut la toute première apparition au cinéma de l'acteur Brad Garrett.
- Dans le doublage américain d'origine, Janet Waldo reprenait le rôle de Judy pour ce film. Cependant, la production a décidé de la remplacer par la chanteuse Tiffany qui était populaire à l'époque afin d'attirer un public jeune. Cela scandalisa les doubleurs des autres membres de la famille et les enregistrements originaux de Waldo n'ont plus jamais refait surface.
- Le compositeur John Debney signe ici sa première partition pour un film. Il avait déjà composé pour quelques séries et téléfilms.
- Le film fut distribué directement en vidéo en France, à la suite des mauvais résultats du film aux États-Unis.